# Georgi Kissimov
Georgi Kissimov (* 7. Mai 1939 in Sofia; † 4. September 2009 in Berlin) war ein in Berlin beheimateter bulgarischer Schauspieler, Regisseur und Drehbuchautor.

## Leben
Kissimov studierte an der Theaterhochschule Sofia und kam 1965 in die DDR. Dort begann er ein Regiestudium an der Deutsche Hochschule für Filmkunst in Potsdam-Babelsberg. Er begann 1969 als Darsteller in Spielfilmen der DEFA legte 1975 seinen Diplomfilm als Regisseur, Oldtimer, vor. Über einen Film als Regieassistent für Günter Reisch wurde er zum Regisseur erfolgreicher Filme bei der DEFA und mehrerer Fernsehfilme sowie einer Fernsehserie des Fernsehens der DDR, für die er auch das Drehbuch schrieb.
Nach dem Ende der DDR hat Georgi Kissimov nicht mehr als Regisseur gearbeitet. Er verstarb nach langer Krankheit 2009 im Alter von 70 Jahren.

## Filmografie
(R: Regie, RA: Regieassistenz, D: Drehbuch, Da: Darsteller)
- 1969: Jungfer, Sie gefällt mir (Da)
- 1976: Nelken in Aspik (RA, Da)
- 1977: Unterwegs nach Atlantis (Da)
- 1979: Hochzeit in Weltzow (Fernsehfilm, R)
- 1980: Der Baulöwe (R)
- 1984: Schauspielereien: Und plötzlich ein Clown
- 1984: Ach du meine Liebe (R, D)
- 1985: Schauspielereien: Liebhaber
- 1986: Der Staatsanwalt hat das Wort: Klavier gesucht (R)
- 1987: Schauspielereien: Auf Touren
- 1990: Spreewaldfamilie (Fernsehserie, 4 Episoden, R, D)
- 1991: Spreewaldfamilie (Fernsehserie, 3 Episoden, R, D)